# Chlorophorus anticemaculata
Chlorophorus anticemaculata är en skalbaggsart som beskrevs av Schwarzer 1925. Chlorophorus anticemaculata ingår i släktet Chlorophorus och familjen långhorningar.
Artens utbredningsområde är Taiwan. Inga underarter finns listade i Catalogue of Life.